# Sepiolina nipponensis
Sepiolina nipponensis is de enige dwerginktvis uit het geslacht Sepiolina. De soort leeft in de wateren rond Japan. Het heeft een gemiddelde mantellengte van 17 mm.